# Pherbina coryleti
Pherbina coryleti är en tvåvingeart som först beskrevs av Giovanni Antonio Scopoli 1763.  Pherbina coryleti ingår i släktet Pherbina och familjen kärrflugor. Arten är reproducerande i Sverige. Inga underarter finns listade i Catalogue of Life.

## Bildgalleri

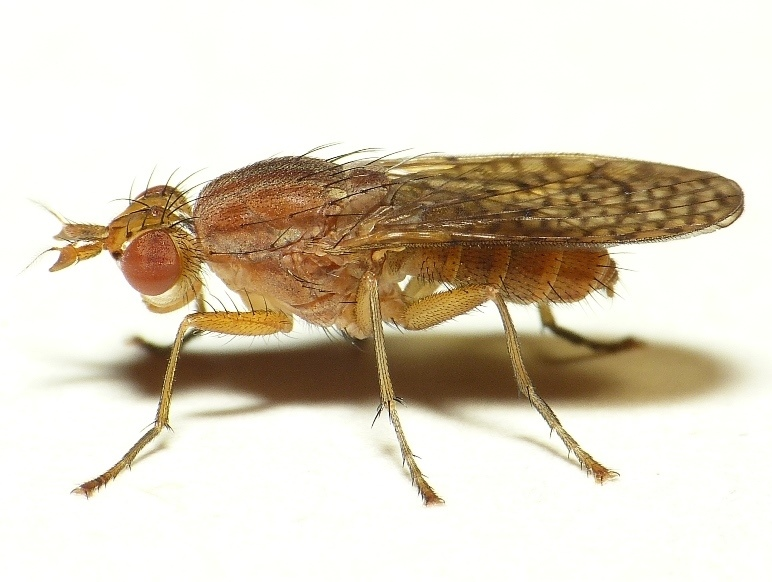